# Шонесси, Чарльз, 5-й барон Шонесси
Чарльз Джордж Патрик Шонесси, 5-й барон Шонесси (англ. англ. Charles George Patrick Shaughnessy, 5th Baron Shaughnessy; родился 9 февраля 1955 года) — британский актер. Шонесси известен своими ролями на американском телевидении, в частности, Шейном Донованом в мыльной опере «Дни нашей жизни» и Максвеллом Шеффилдом в ситкоме «Няня», а также голосом Золотой рыбки Денниса в сериале «Стэнли». Вместе со своим братом Дэвидом Шонесси и Офелией Сумех он является одним из партнеров компании 3S Media Solutions Inc.

## Ранний период жизни
Шонесси родился 9 февраля 1955 года в Лондоне в семье Альфреда Шонесси (1916—2005), телевизионного сценариста, известного по сериалу «Наверху, внизу», и актрисы Джин Лодж (род. 1927). Его младший брат Дэвид Шонесси также является актером, телевизионным продюсером и режиссером. Его прадед, Томас Шонесси, 1-й барон Шонесси (1853—1923), был американо-канадским железнодорожным администратором ирландского происхождения. Чарльз унаследовал титул после смерти своего троюродного брата Майкла (1946—2007), 4-го барона Шонесси, который скончался бездетным.
Родившись в семье шоу-бизнеса, Чарльз Шонесси начал появляться на сцене еще в начальной школе. После окончания Итонского колледжа он получил степень юриста в Колледже Магдалины Кембриджского университета, где написал диссертацию о Палате лордов.
Находясь в Кембридже, он присоединился к театральному клубу Footlights. После окончания учебы он решил вернуться к актерскому мастерству и поступил в лондонскую театральную школу, что привело к его работе в репертуарной труппе. Он переехал в США и женился на актрисе Сьюзан Фаллендер в 1983 году, у них родились две дочери: Дженни (1990 г.р.) и Мэдди (1995 г.р.).

## Карьера
Чарльз Шонесси впервые стал широко известен благодаря роли Шейна Донована в мыльной опере «Дни нашей жизни», которую он играл с 1984 по 1992 год. Роман его персонажа с героиней Пэтси Пиз, Кимберли Брэди, превратил их в мыльную супер-пару и возродил интерес к «Дням» среди подростковой аудитории в 1980-е годы. В 1986 году он появился с Бетти Уайт и Бертом Конви в сериале «Супер-пароль», а в январе 1993 года Шонесси появился в эпизоде сериала «Мерфи Браун» в качестве свидания главного героя на инаугурационном балу.
Чарльз Шонесси также хорошо известен в роли Максвелла Шеффилда с Фрэн Дрешер в сериале CBS «Няня» с 1993 по 1999 год. Он и Дрешер возобновили сниматься вместе в следующем ситкоме Дрешер «Жизнь с Фрэн», в котором Шонесси довольно часто появлялся в роли распутного, но нуждающегося бывшего мужа Теда. «Жизнь с Фрэн» была отменена 17 мая 2006 года, после двух сезонов.
В 1996 году Чарльз Шонесси воссоединился с другой партнершей по фильму «Дни нашей жизни» — Шарлоттой Росс, сыгравшей дочь Шейна, Еву Донован, — в телефильме «Смертельный поцелуй». Росс сыграла соседку по комнате дочери Шонесси (Диди Пфайффер). Персонаж Шонесси, хотя и женат, формирует навязчивые отношения в стиле Лолиты с Росс. Когда она пытается разорвать их, персонаж Шонесси убивает персонажа Росс; постепенно его дочь раскрывает правду.
Шонесси появился (в двойной роли) в фильме Disney Channel 2002 года, снятом для телевидения, «Дети-шпионы». Он также был замечен в созданном для телевидения Хэллоуинском фильме 2000 года «У мамы свидание с вампиром» с Кэролайн Рей в главной роли; она снялась в качестве приглашенной звезды в сериале «Няня» в 1998 году в рамках кроссовера с Hollywood Squares. В том же году Шонесси дважды появлялся в сериале WB «Сабрина — маленькая ведьма» (с Рей, Мелиссой Джоан Харт и Бет Бродерик в главных ролях), сыграв двух разных персонажей. Он сыграл Алека Колсона в эпизоде 8-го сезона «Завета» Звездные врата SG-1. Он также озвучивал доктора Квинтейна в компьютерной игре Freelancer.
Шонесси появился в эпизоде сериала NBC Закон и порядок: Специальный корпус, а также озвучил Золотую рыбку Денниса в мультфильме « Стэнли» на канале Disney. 11 мая 2002 года Шонесси получил дневную премию «Эмми» за выдающегося исполнителя в анимационной программе за роль Денниса.
8 августа 2008 года Шонесси изобразил жертву убийства (Сэмюэля, Гуру) в фильме «Убийство 101: Тайна запертой комнаты». По состоянию на сентябрь 2008 года его голос можно было услышать в телевизионной рекламе автомобилей Range Rover. В декабре 2008 года он озвучил Пьетро в «Сказке о Десперо». Он также изобразил английский акцент кокни для «Босса» в игре Saints Row 2.
5 мая 2009 года Шонесси появилась в качестве гостя в сериале «Менталист», в эпизоде "Мисс Рыжая", в качестве менеджера частного клуба. Он также появился в популярном телешоу «Ханна Монтана» в качестве судьи шоу талантов, созданного по образцу Саймона Коуэлла в эпизоде "Суди меня нежно".
Шонесси вернулся в « Дни нашей жизни» в мае 2010 года в сюжетной линии, связанной с похоронами Элис Хортон (которую играет Фрэнсис Рид), ненадолго воссоединив его со своей бывшей партнершей по фильму Пэтси Пиз (Кимберли). Это развитие сюжета было вызвано реальной смертью актрисы, которая долгое время изображала миссис Хортон, поскольку продюсеры знали, что публика не примет изображение персонажа кем-либо еще.
В августе — сентябре 2010 года Чарльз Шонесси появился в роли короля Артура в « Спамалоте Монти Пайтона»! в The Ogunquit Playhouse в Оганквите, штат Мэн. В январе 2011 года он получил премию Broadway World Boston Theatre Award за лучшую мужскую роль в мюзикле (Большой театр). С 2010 года Шонесси снялся в веб-сериале мыльной оперы «Залив» в роли Эллиота Сандерса. 6 декабря 2010 года он воссоединился с Фрэн Дрешер в качестве гостя на ее дневном шоу с ограниченным тиражом « Шоу Фрэн Дрешер».
В июне 2011 года Чарльз Шонесси появился в роли Генри Хиггинса в «Моей прекрасной леди» в музыкальном театре North Shore в Беверли, штат Массачусетс, а осенью 2013 года вернулся туда, чтобы сыграть Жоржа в La Cage aux Folles. Он появился в качестве гостя в финале первого сезона ситкома Фрэн Дрешер на телеканале TV Land «Счастливо разведённые», первый эфир которого состоялся 17 августа 2011 года.
Шонесси вернулся в «Дни нашей жизни» ограниченным тиражом в мае 2012 года в роли Шейна Донована в сюжетной линии, включающей его возвращение в ISA и взаимодействие с Хоуп, Бо Брэди и Стефано ДиМера. Его партнерша по фильму Пэтси Пиз не появлялась в этой сюжетной арке в роли жены Шейна, Кимберли; как и Шарлотта Росс, сыгравшая дочь Шейна, Еву. Он также вернулся в ноябре 2013 года для трехсерийной арки, в которой Шейн и Кимберли имеют дело с употреблением наркотиков их дочерью.
23 января 2014 года было объявлено, что Шонесси возьмет на себя главную роль в пьесе «Харви» в Новом театре в Оверленд-парке, штат Канзас, после того, как оригинальной звезде судье Джаджу Рейнхолду была предложена возможность покинуть постановку.
В августе 2014 года Шонесси появился в качестве гостя в комедийном сериале «Собака точка ком» на канале Disney в роли бизнес-магната Тома Фэрбенкса, человека, который хотел купить Стэна, главного героя, и использовать его в качестве представителя.